# 密放流
密放流（みつほうりゅう）とは在来種ではない魚を、意図的かつ必要な手続きを踏まずに放流することを指す。遺棄（いき）または放逐（ほうちく）の類義語でもある。
事実上同義の表現として、ゲリラ放流、ギャング放流などがある。

## 概要
多くの河川や湖沼において、従来から天然に生息してきた種の保持は、その自然環境の保護や自然破壊を確認するための重要な留意点の1つであり、多くの場所で行政や漁業権を持つ農林水産関係の団体などにより調査が実施されてきた。しかし、各地のその様な調査で捕獲されたり、地元住民・釣り人の情報、学校教育の自然観察・体験学習の成果などから、従来は天然では存在しなかった種類の魚の自生や、さらにいえばその地域や国では野生に存在していない筈の種類の魚の自生・交雑が確認されることがある。しかし、その様な形で移入が確認された種には、接続されている河川を通じて自然に移入してくることが不自然で、なおかつ人為的であっても必要な手続きや許認可を得ていないことも多く、その多くは非公然の意図的な移植、つまり密放流が何者かによって行われたと見なすことができる。
この様な密放流が横行している要因としては、魚の飼育を放棄した管理者による遺棄や、趣味で釣りを行う遊漁者がその河川や湖沼で自身が釣りたい種の釣りを行うことを目的に放流することなどが挙げられる。

存在が確認された外来の種は、その河川や湖沼が従来保持してきた生態系を損ねるものとして、時に行政や漁業関係者などが主導した大規模な駆除の対象となることがある。とりわけ在来の生物やその土地固有の種を捕食対象とし、その生育に悪影響を与えるようなおそれのある魚食性の外来魚については、その出現と自生・増殖が中長期的に農林水産業に甚大な被害を及ぼす可能性を考えなければならない場合もあり、多くの河川や湖沼、そして農林水産関係者や行政でも警戒の対象にされており、たとえ存在が確認されていなくとも漁獲調査などで移入への警戒が行なわれている。また、漁業として捕獲が行われている在来種の魚の漁獲高減少や価格高騰が起きると、例えば滋賀県におけるニゴロブナを用いて製造する鮒寿司の様に、地域の漁業のみならず固有の食文化の維持への悪影響も含めて大きな問題になることがある。積極的な駆除とはまた別に、特定の外来種について再放流（リリース）を全域で禁止している自治体もある
なお、管理者の意図に反して逃げ出した場合（逸出:いっしゅつ）はこれに含まれない。また水産放流とも区別する必要がある。

## 特定外来生物被害防止法
2005年、特定外来生物による生態系等に係る被害の防止に関する法律が制定された。特定外来生物として指定された種の魚については飼養、栽培、保管、運搬、輸入等について規制されるほか、また少なからぬ自治体でも条例を制定して放流を禁止している。
野外での密放流が確認された場合、これらは必要に応じて自治体が駆除を行うことが可能になっている。